# Wasserbach (Saalach)
Als Wasserbach wird ein 1 km langer rechter Zufluss der Saalach in der Marzoller Au auf dem Gebiet der Stadt Bad Reichenhall bezeichnet. Er entsteht aus dem Zusammenfluss von Schwarzbach und Kohlerbach. Die Mündungshöhe liegt auf 445 M ü. NN. Er durchfließt die Marzoller Au und mündet kurz vor der Brücke der Bundesautobahn 8 in die Saalach.